# 徐尔建
徐尔建（Herald Hsu，1922年9月28日—），基督徒聚会的创始人之一。
1922年，徐尔建出生在中国山东临沂基督教長老會家庭中，6歲喪父。1936年受洗。初中就读于山東滕縣華北弘道院。1940年初三時接触到倪柝声福音小冊。1942年因太平洋战争爆发，赴安徽國立第22中讀高中。畢業後赴重慶，1945年考取交通大学機械系，并开始参加重慶地方教会的聚會（在張郁嵐家客廳，江守道講道）。初中毕业后患左胸積水，住院一年。期间禱告﹐痊癒後愿作傳道。

## 早年
1946年，日本投降，交大遷回上海，而上海教会也已恢复聚会。1947年，李常受和汪佩真到交通大学开展校园福音工作，吸引一批青年学生，徐尔建也是其中之一。这时他熱切参加聚會（当时在哈同路文德里）、禱告、交通、佈道等教会活动，开始背读圣经，并成为交大學生團契负责人。1948年春，戰後第一次全國地方教会同工長老特會在上海召开，徐尔建也受邀參加。在同工聚会上，倪柝声表示他經營中国生化制药厂的目的，是为了賺錢來养活同工們。带头把中国生化制药厂奉献出来交给工作。与会者均受感动，寫條子奉献财产。受到“交出來”的激励，徐尔建和一批交通大学的青年学生热烈地在校园和街头傳福音，曾于夜間在大楼上张贴高五十尺的巨幅福音廣告“基督耶穌降世為要拯救罪人”，又在衣服上掛福音标语，为青島、南京、上海等各處地方教会仿效，信徒们成立福音队，走上街头进行福音游行，身穿福音背心，敲锣打鼓，呼喊福音口号。这些地方教会都经历了一段复兴。

## 前往台灣
1949年5月9日，解放军攻占上海前夕，徐尔建从交通大学毕业，乘船赴台灣，先在铁路局实习十个月时间。1950年，他和来自上海的另外四位青年信徒史伯诚、魏建章、何广明、林三纲，開始全時間跟随李常受学习事奉。主要包括两方面内容：追求屬灵生命，以及教会地方立場。1950年代，以上5人被派往台湾各地地方教会担任同工，史伯诚负责嘉义教会，林三纲去台中，魏建章去基隆，何广明去新竹，徐尔建去台南。1958年，李常受派徐尔建到高雄服事。1959年初，徐尔建邀請李常受到高雄三军球场傳福音，參加者有一萬人。

## 離開地方召會
1955年和1957年，史百克两次受李常受之邀访问台湾，公开表示不能因為地方教会「立场」損害基督身體（教会）的合一。上述5人受到影响，认为史百克看见了聖經更高的亮光。1959年4月，李常受在台北教会聚會所宣佈不再和史百克同工后，徐尔建即不再參加同工會，在高雄中學教書。1960年，開始出版得勝報，编译史百克作品。1961年，馬尼拉地方教会发生分裂，于是徐尔建受繆紹訓、吳仁傑之邀赴馬尼拉事奉。
1966年夏秋之間，徐尔建也参与了林三綱、魏建章、何廣明、史伯誠、張貴富、邵遵瀾等7人的台北交通聚會，決定自行開始聚會（永康街基督徒聚會）。
1973年，遷居美國新澤西州，1990年又迁居加州洛杉磯。

## 外部連結
- 神的恩典－徐爾建弟兄見證 （页面存档备份，存于）
- Austin-Sparks.net（页面存档备份，存于） 徐爾建翻譯的史百克信息文集